# La Cara Divertida
La Cara Divertida fue un programa de televisión emitido en España y producido por Gestmusic Endemol para el canal Antena 3 entre 1997 y 2000, en el que mostraban videos domésticos, bromas de cámara oculta, tomas falsas de series, programas y entrevistas, los anuncios internacionales más divertidos y los momentos más divertidos de los personajes famosos.

## Formato
El plato estrella del programa eran las llamadas “tomas falsas”, fragmentos de grabación que no sirven para el montaje final pero que suelen ser divertidos. Además de tomas falsas, La Cara Divertida también mostraba las imágenes más locas de los hogares norteamericanos, la mayoría de ellos protagonizados por niños y animales, las jugadas más absurdas del mundo del deporte, las bromas de cámara oculta más disparatadas, las entrevistas más surrealistas a personajes del mundo del corazón y los anuncios internacionales más divertidos. Todos estos vídeos eran presentados por Bertín Osborne, Francis Lorenzo y Àlex Casanovas.

## Curiosidades
Aunque La Cara Divertida fuera un programa español, el programa se grababa en unos estudios fuera del país delante de un público que no entendían nada de lo que decía el presentador, que no veían los vídeos a los que daban paso y que solo se limitaban a aplaudir mientras eran enfocados por las cámaras.[cita requerida]

## Temporadas y Audiencias
| Temporada | Programas | Presentador     | Fechas             | Fechas                  | Audiencia media | Audiencia media |
| Temporada | Programas | Presentador     | Inicio             | Final                   | Espectadores    | Share           |
| --------- | --------- | --------------- | ------------------ | ----------------------- | --------------- | --------------- |
| 1         | 16        | Bertín Osborne  | 23 de mayo de 1997 | 26 de diciembre de 1997 | 3 493 000       | 24,1%           |
| 2         | 25        | Francis Lorenzo | 2 de enero de 1998 | 31 de julio de 1998     | 2 499 000       | 19,9%           |
| 3         | 27        | Álex Casanovas  | 6 de marzo de 1999 | 4 de marzo de 2000      | 2 113 000       | 19,2%           |
| Total     | 70        |                 | 23 de mayo de 1997 | 4 de marzo de 2000      | 2 702 000       | 21,0%           |

## Enlaces
http://www.gestmusic.es/project/la-cara-divertida/
- Datos: Q30056595